# Lóis
Der Lóis (auch Loes oder Lóes) ist durch seine Quellflüsse mit 80 km der längste Fluss Osttimors. Er hat einen Einzugsbereich von 2191 km².

## Verlauf

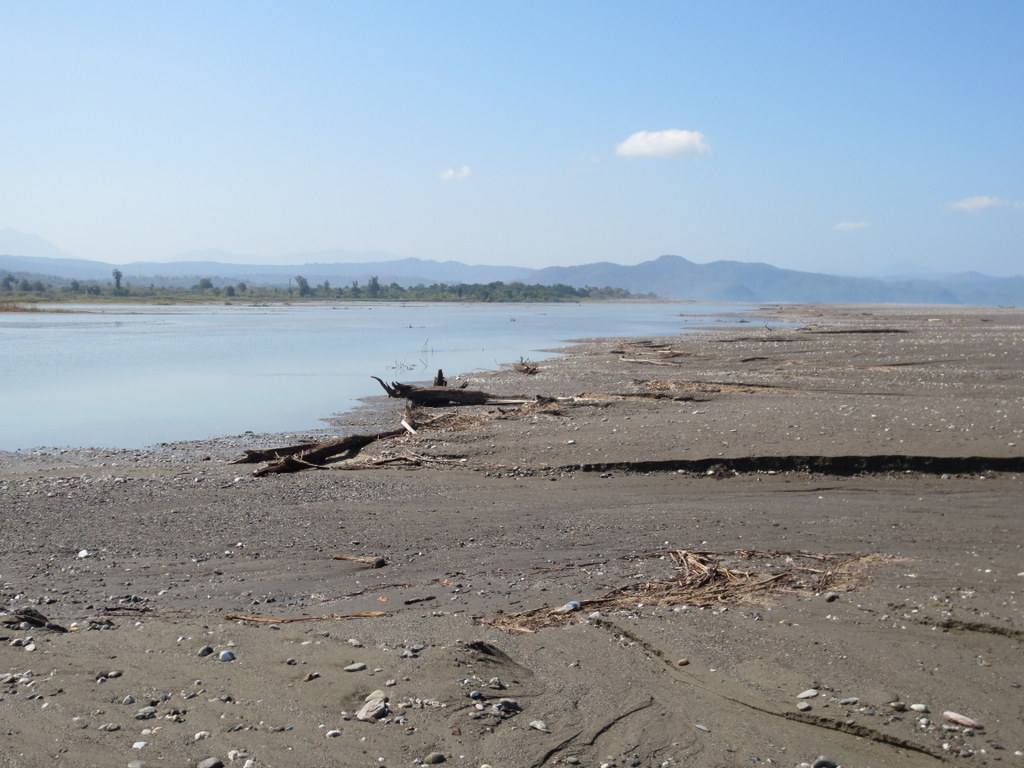
An der Mündung

Die Zuflüsse des Lóis entspringen im zentralen Bergland Timors. Der Talau (Talaoe, Taipu) hat in den indonesischen Regierungsbezirken (Kabupaten) Belu, Malaka und Nordzentraltimor seine Quellflüsse, aber auch der Merak aus den Bergen des osttimoresischen Fatumean (Gemeinde Cova Lima) fließt nach Indonesien in den Talau. Weiter nördlich bildet er die Südgrenze des osttimoresischen Balibos (Gemeinde Bobonaro) zu Belu, während er nach Osten fließt.
Der Malibaca entspringt im Grenzgebiet zwischen Belu und dem osttimoresischen Lebos und sammelt beiderseits der Grenze Wasser auf seinem Weg in Richtung Norden.
Die beiden Grenzflüsse treffen schließlich aufeinander und bilden den Nunura (Larodel oder Nunutura, im Oberlauf auch Be Bai, Beba oder Bé-Bai). Er verlässt Indonesien und fließt nun quer durch die Mitte von Bobonaro.
Weiter im Osten entspringt der Marobo nahe dem osttimoresischen Ort Marobo (Gemeinde Bobonaro) und bildet einen Teil der Grenze zur Gemeinde Ermera. Er fließt zuerst nach Norden und dreht dann nach Westen. Schließlich treffen Nunura und Marobo aufeinander und bilden schließlich den Lóis. Der Lóis fließt weiter nach Westen entlang der Nordgrenze Bobonaros zu Ermera und Liquiçá. An der Nordküste mündet er 20 km südwestlich von Maubara in die Sawusee.
Der Gleno (Lauveli, Laueni) ist ein größerer Zufluss nach dem Zusammenfluss von Nunura und Marobo, der entlang eines Teils der Nordgrenze Ermeras fließt und Zuflüsse aus Ermera, Liquiçá und Aileu hat. Der Bulobo und seine Nebenflüsse entwässern das Zentrum von Bobonaro und ergießen sich in den Nunura.
Der Nebenfluss Magapu stürzt eine Steilwand herunter und bildet so den Bandeira, einen der bekanntesten Wasserfälle Osttimors.

### Weitere Nebenflüsse

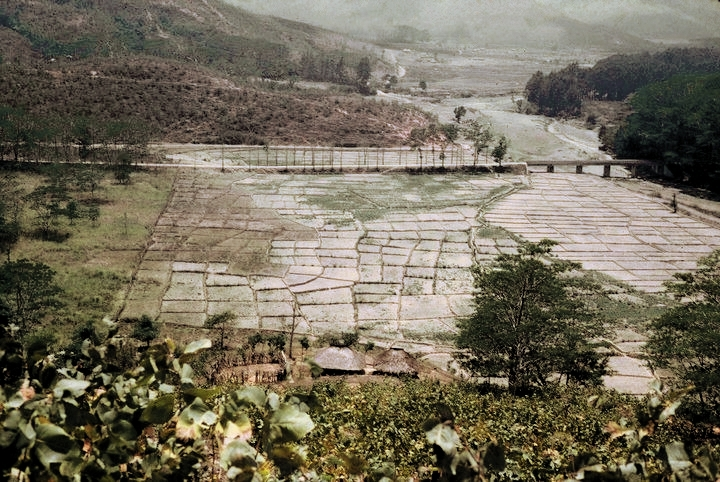
Reisfelder und Brücke über den Gleno

Aideno, Utobato, Claola, Hatoleal, Neuculi, Lesupu, Timoreme, Timerema, Hatepoci, Malubolo, Sahalolo, Nakere, Karbau, Biusosso, Gelesu, Buloho, Gimetan, Biapolu, Matenua, Mukuki, Lale, Sosso, Biupira, Laecouken, Sele, Dikasbata, Surine, Kailook, Bismaumate, Gumuloa, Dirobatelau, Manobira, Curiho, Caicabaisala, Guradi, Acolaco, Guotclua, Lendeum, Daurecco, Goumeca, Buro, Manolldodo, Roumetalena, Maurotieramata, Aileu, Olomasi, Manomau, Meleotegi, Tutan, Gamerama,  Manusama, Bapera, Eahora (im Oberlauf Lahosa), Hatobwi, Fohola, Celere, Garai, Magolara, Motur, Aiboro, Biaioni, Meipu, Caraulun, Hatoe, Ladibau, Tehate, Pusulu, Ladiban, Magapu, Leteu, Slau, Coulala, Baluani, Merak, Lelak, Metak.

## Bedeutung
Neben dem Nördlichen Lacló ist der Lóis einer der wenigen Flüsse, die im Nordteil der Insel ganzjährig Wasser führen, da sie aus dem Süden gespeist werden. Gerade in den Gebieten zwischen Malibaca, Nunura und Marobo kann daher Reis angebaut werden, eines der Hauptnahrungsmittel der dortigen Bevölkerung.